# 604
Évszázadok: 6. század – 7. század – 8. század
Évtizedek: 550-es évek – 560-as évek – 570-es évek – 580-as évek – 590-es évek – 600-as évek – 610-es évek – 620-as évek – 630-as évek – 640-es évek – 650-es évek
Évek: 599 – 600 – 601 – 602 –  603 – 604 – 605 – 606 – 607 – 608 – 609

## Események

### Bizánci Birodalom
- Phókasz császár Germanoszt küldi a lázadó mezopotámiai kormányzó, Narszész ellen, de annak perzsa szövetségesei legyőzik a császári sereget. Maga Germanosz is súlyosan megsebesül és néhány nap múlva meghal.
- A politikai tisztogatásokkal és összeesküvők üldözésével lefoglalt trónbitorló Phókasz a perzsa háború miatt képtelen megszervezni a Balkán védelmét és a korábbi vereségek után újra magukra találó avarok és szlávok gyakorlatilag ellenállás nélkül fosztogatják a nyugati tartományokat.

### Európa
- Brünhilda, II. Theuderic burgundiai király nagyanyja összeesküvést szervez Berthoald majordomus megölésére, hogy szeretőjét, Protadiust ültethesse a helyére, ezért egy kis csapattal küldeti az ellenséges Neustria határára. II. Chlothar neustriai király sereget küld ellene és beszorítja Orléans-ba. II. Theuderic felmenti az ostromlott várost, de a csatában Berthoald elesik.
- Æthelfrith berniciai király megtámadja és meghódítja a szomszédos Deira szász királyságát. A harcokban elesik Æthelric deirai király, unokaöccse, Edwin a walesi Gwyneddbe menekül.
- Meghal Sledd, Essex királya. Utóda fia, Sæberht aki nagybátyja, Æthelberht kenti király hatására engedélyezi püspökség alapítását Londonban (első püspöke Mellitus) és maga is megkeresztelkedik. Æthelberht megalapítja a londoni Szt. Pál-székesegyházat, valamint saját királyságában a rochesteri püspökséget.
- Meghal I. (Nagy) Gergely pápa. Utóda Sabinianus.[1]
- Meghal Augustinus, Canterbury első érseke, aki elkezdte az angliai szászok megtérítését. Utóda Laurentius.

### Kína
- A 63 éves Ven császár fia és trónörököse, Jang Kuang megpróbálja megerőszakolni apja ágyasát, ezért apja a másik fiát, Jang Jungot akarja trónörökössé kinevezni. Jang Kuang meggyilkolja apját, kivégezteti öccsét és a Jang uralkodói nevet felvéve elfoglalja a császári trónt.
- Az új császár öccse, Jang Liang fellázad, de lázadását leverik, őt pedig élete végéig börtönben tartják.
- Jang császár udvari varázslója tanácsára (miszerint a város fekvése nem tesz jót az egészségének) átköltözteti a fővárost Csanganból Lojangba.

### Japán
- Sótoku japán régensherceg bevezeti a konfuciánus és buddhista elveket tükröző Tizenhét cikkelyes alkotmányt.

### Amerika
- Meghal Yohl Ikʼnal, Palenque úrnője, az első maja királynő. Utóda Ajen Yohl Mat.

## Születések
- Oswald, northumbriai király

## Halálozások
- március 12. – I. Gergely pápa[1]
- május 26. – Augustinus, Canterbury első érseke
- augusztus 13. - Szuj Ven-ti, kínai császár
- Csen Su-pao, a Csen-dinasztia császára
- Æthelric, deirai király
- Sledd, essexi király

## Fordítás
- Ez a szócikk részben vagy egészben  a(z)   604 című angol Wikipédia-szócikk ezen változatának fordításán alapul.  Az eredeti cikk szerkesztőit annak laptörténete sorolja fel. Ez a jelzés csupán a megfogalmazás eredetét és a szerzői jogokat jelzi, nem szolgál a cikkben szereplő információk forrásmegjelöléseként.